# عبدالله بهزادی
عبدالله بهزادی (متولد ۱۲۹۴ در روستای یالرود از توابع نور مازندران – درگذشته در مهر ۱۳۵۵ در تهران)، پزشک، شاعر، از اعضای بلند پایه حزب توده ایران و نماینده مجلس شورای ملی بود. وی تخصص سل و بیماری‌های ریه خود را از انستیتو پاستور پاریس اخذ نمود.

## زندگی
او با خانواده اش در بابل زندگی می‌کرد. ابتدا مقدمات خواندن و نوشتن را نزد مادرش فراگرفت و در سال ۱۳۰۵ به تهران آمد و در مدرسه عنصری مشغول به تحصیل شد. تحصیلات دوران متوسطه را در دبیرستان معرفت به پایان رساند. در سال ۱۳۱۵ وارد دانشکده پزشکی دانشگاه تهران شد و در سال ۱۳۲۱ موفق به اخذ مدرک دکترای عمومی شد. خدمات پزشکی را از سال ۱۳۲۲ به عنوان معاون بهداری بندر انزلی آغاز نمود و در سال ۱۳۲۵ به بیمارستان بوعلی تهران انتقال یافت.

## فعالیت سیاسی
در سال ۱۳۲۸ به سبب فعالیت‌های سیاسی برای مدتی بازداشت شد. در دوره بیست و سوم مجلس شورای ملی در سال ۱۳۵۰ از طرف مردم بابل به مجلس راه یافت.

## ادبیات و شعر
عبدالله بهزادی طبع شاعرانه داشت و در قالب‌های گوناگون شعر فارسی طبع آزمایی می‌نمود. وی شاعر سرود معروف بهاران خجسته باد است که آن را به خاطر مرگ پاتریس لومومبا سروده بود و این سرود با آهنگسازی کرامت‌الله دانشیان، بارها بعد از انقلاب پخش شده‌است.

## نمونه اشعار
بهاران خجسته باد
هوا دل‌پذیر شد، گل از خاک بردمید
پرستو ببازگشت، زد نغمهٔ امید
به جوش آمدست خون، درون رگ گیاه
بهار خجسته فال، خرامان رسد ز راه
بهار خجسته فال، خرامان رسد ز راه
به خویشان، به دوستان، به یاران آشنا
به مردان تیزخشم که پیکار می‌کنند
به آنان که با قلم، تباهی دهر را
به چشم جهانیان پدیدار می‌کنند
بهاران خجسته باد، بهاران خجسته باد
و این بند بندگی، و این بار فقر و جهل
به سرتاسر جهان، به هر صورتی که هست
نگون و گسسته باد، نگون و گسسته باد
به خویشان، به دوستان، به یاران آشنا
به مردان تیزخشم که پیکار می‌کنند
به آنان که با قلم، تباهی دهر را
به چشم جهانیان، پدیدار می‌کنند
بهاران خجسته باد، بهاران خجسته باد
آزادگی
یا اگر چون سرو سویت عازم است
زیر پایت نردبانی لازم است
ای بسادیوان سنگین و کُلفت
که پر است از فکر پوچ و حرف مفت
راه خود جوی و مکن تقلید کس
از پریدن کبک کی گردد مگس؟
مناجات با امام حسین (ع)
والاترین مجاهد راه شرف تویی
تا کوی دوست ره سپر جان به کف تویی
شمس مدینه، میر شهیدان کربلا
پور خلف، سلالهٔ شاه نجف تویی
جوینده را مطاف سعادت مزارتو
پوینده را به راه حقیقت هدف تویی
سیراب شد نهال شریعت ز خون تو
زین ره به خون عز خدا متّصف تویی
ای دُرّ پر بها صدفت خاک کربلاست
چون گوهری غنوده به کنج صدف تویی
ایثار بی مثال تو ممتاز ذات توست
زان جوهر جلالت و عین شرف تویی
من بیمناک و مضطرب از کار خویشتن
آن مهربان که گوشه زند لاتخف تویی

## وفات
عبدالله بهزادی در مهرماه ۱۳۵۵ به سبب عارضه قلبی در تهران درگذشت و در بهشت زهرا قطعه ۹ ردیف ۲۵ شماره ۱۴ به خاک سپرده‌شد.